# Коноваленко Пантелеймон Васильович
Пантелеймон Васильович Коноваленко (1902, станція Дар'ївка, тепер Довжанського району Луганської області — ?) — український радянський діяч, парторг ЦК ВКП(б) на заводі «Запоріжсталь» Запорізької області. Кандидат у члени ЦК КПУ в 1949—1952 р.

## Біографія
У 1920—1927 роках — у Червоній армії. Учасник Громадянської війни в Росії.
Член ВКП(б) з 1920 року. Перебував на відповідальній партійній роботі.
З 1941 року — у Червоній армії, учасник німецько-радянської війни. У грудні 1942—1943 р. служив начальником політичного відділу 16-го стрілецького корпусу 18-ї армії. Воював на Південному та Північно-Кавказькому фронтах.
До кінця 1940-х років — секретар Орджонікідзевського районного комітету КП(б)У міста Запоріжжя.
У 1948—1950 роках — парторг ЦК ВКП(б) на металургійному заводі «Запоріжсталь» Запорізької області.

## Звання
- підполковник

## Нагороди
- орден «Знак Пошани» (2.12.1947)
- орден Червоної Зірки (10.10.1943)
- медалі